# Titularbistum Metropolis in Asia
Metropolis in Asia (ital.: Metropoli di Asia) ist ein Titularbistum der römisch-katholischen Kirche.
Es geht zurück auf einen untergegangenen Bischofssitz in der antiken Stadt Metropolis in Ionien (heute westliche Türkei). Er gehörte der Kirchenprovinz Ephesus an.
| Titularbischöfe von Metropolis in Asia |                                           |                                                          |                 |                   |
| Nr.                                    | Name                                      | Amt                                                      | von             | bis               |
| 1                                      | Joseph-Claude Excoffier MEP               | Apostolischer Koadjutorvikar von Yünnan (Republik China) | 30. März 1895   | 3. Mai 1923       |
| 2                                      | Jean-Marie Jan                            | Koadjutorbischof in Cap-Haïtien (Haiti)                  | 15. Januar 1924 | 4. Februar 1929   |
| 3                                      | Cyrill Rudolph Jarre OFM                  | Apostolischer Vikar von Tsinan (China)                   | 18. Mai 1929    | 11. April 1946    |
| 4                                      | Jan Van Cauwelaert CICM                   | Apostolischer Vikar von Inongo (Belgisch-Kongo)          | 6. Januar 1954  | 10. November 1959 |
| 5                                      | Fernand-Pierre-Robert Bézac des Martinies | Koadjutorbischof in Aire und Dax (Frankreich)            | 16. Januar 1961 | 25. März 1963     |
| 6                                      | Juan de Dios López de Victoria            | Weihbischof in San Juan de Puerto Rico (Puerto Rico)     | 1. August 1963  | 29. August 1992   |